# 엘프 (고양이)
엘프(Elf) 또는 엘프 스핑크스(Elf Sphynx)는 털이 거의 없는 품종으로 귀가 뒤로 휘어져 있다. 스핑크스에서 털이 없는 것을 담당하는 유전자는 완전히 털이 없는 피부를 생성한다. 스핑크스 고양이와 같은 보살핌 문제가 있다. 2022년 국제 고양이 협회(TICA)나 고양이 애호가 협회(CFA)와 같은 주요 품종 등록 기관에서는 이 품종을 인정하지 않는다. 일부 사육자들은 엘프의 품종 표준 초안을 기초 품종에 기초해 발표했지만, 이 문서들은 서로 완전히 일치하지는 않는다. 사육업자들은 TICA를 예비 신품종으로 인정받으려고 한다. 엘프는 실험적으로 오스트레일리아 국립 고양이(ANCATs) 품종 목록에 포함되었다.

## 같이 보기
- 드웰프
- 스핑크스
- 아메리칸 컬